# تونی باند (بازیکن فوتبال، زاده ۱۸۸۸)
تونی باند (انگلیسی: Tony Bond؛ زادهٔ ۱۸۸۸) بازیکن فوتبال اهل بریتانیا است.
از باشگاه‌هایی که در آن بازی کرده‌است می‌توان به باشگاه فوتبال اشتون تاون، باشگاه فوتبال لانکستر، و باشگاه فوتبال برادفورد سیتی اشاره کرد.